# مغارة وينتيمدوين
```

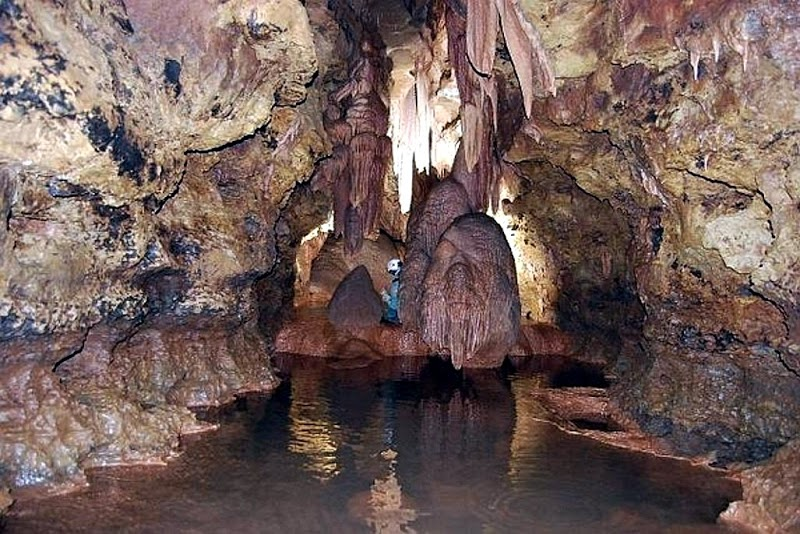
مغارة وينتيمدوين
 تعد أكبر مغارة تحت أرضية في إفريقيا, وتقع على بعد70 كلم من مدينة أكادير.
```

نقلت الصحيفة الفرنسية (لا كروا), عن خبراء أن فريقا فرنسيا-مغربيا يتألف من مستكشفي مغارات ومختصين في علم الأحياء قد توصل إلى اكتشاف كنز حقيقي؛ يشتمل على تنوع إحيائي جد غني بداخل مغارة وينتيمدوين